# Ava Max
Ava Max, pseudonimo di Amanda Ava Koci (Milwaukee, 16 febbraio 1994), è una cantautrice statunitense.

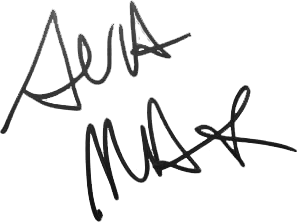
Firma di Ava Max

Ha iniziato a riscuotere successo con il singolo Sweet but Psycho, pubblicato nel 2018, che si è inserito tra i primi posti delle classifiche di diversi paesi. Ad esso hanno fatto seguito i singoli So Am I, Salt e Kings & Queens, i quali hanno anticipato il suo album di debutto Heaven & Hell, pubblicato a settembre 2020, che ha raggiunto la 27ª posizione della Billboard 200 e la seconda posizione della classifica britannica.

## Biografia
Amanda Ava Koci è nata a Milwaukee, in Wisconsin, da immigrati albanesi di Saranda e Tirana. All'età di 8 anni si è trasferita con la famiglia in Virginia. Ha partecipato a numerosi concorsi di canto prima di entrare al liceo. All'età di 14 anni si è spostata con la madre a Los Angeles in cerca di una carriera musicale ma ha fatto ritorno in Virginia un anno dopo. Si è nuovamente trasferita a Los Angeles all'età di 17 anni.
A partire dal 2007 ha iniziato a pubblicare musica, prodotta assieme al fratello, sul proprio profilo Myspace, e il 12 settembre 2008 ha reso disponibile su iTunes un EP che porta il suo nome di battesimo, Amanda Kay, che non ha riscosso successo ed è stato rimosso dalla piattaforma poco tempo dopo. Riguardo alla collaborazione con il fratello, la cantante ha in seguito dichiarato che «non ha fruttato nulla di costruttivo», visti i diversi interessi dei due, e ha anche raccontato che in quel periodo è caduta in depressione e ha iniziato ad abusare di alcool.
A maggio 2013, sotto lo pseudonimo di Ava, ha pubblicato il suo primo brano originale, Take Away the Pain, successivamente remixato nel 2015 dal duo canadese Project 46. Dopo anni di rifiuti da parte di produttori discografici, nonché un episodio di molestia sessuale perpetrato da uno di questi, ha incontrato Cirkut, già produttore di Katy Perry e Miley Cyrus per alcuni dei loro più grandi successi, ad una cena a Los Angeles, dove ha cantato Happy Birthday per lui. Nel luglio 2016 ha pubblicato Anyone But You, una delle molte canzoni a cui ha lavorato con Cirkut, su SoundCloud. Il brano ha attirato l'attenzione di varie case discografiche che l'hanno contattata via e-mail; la cantante ha infine scelto di firmare un contratto con la Atlantic Records, cambiando definitivamente pseudonimo in Ava Max. Il 4 agosto 2017 ha partecipato al singolo Clap Your Hands del musicista connazionale Le Youth.

### 2018-2021:Heaven & Helle il successo commerciale

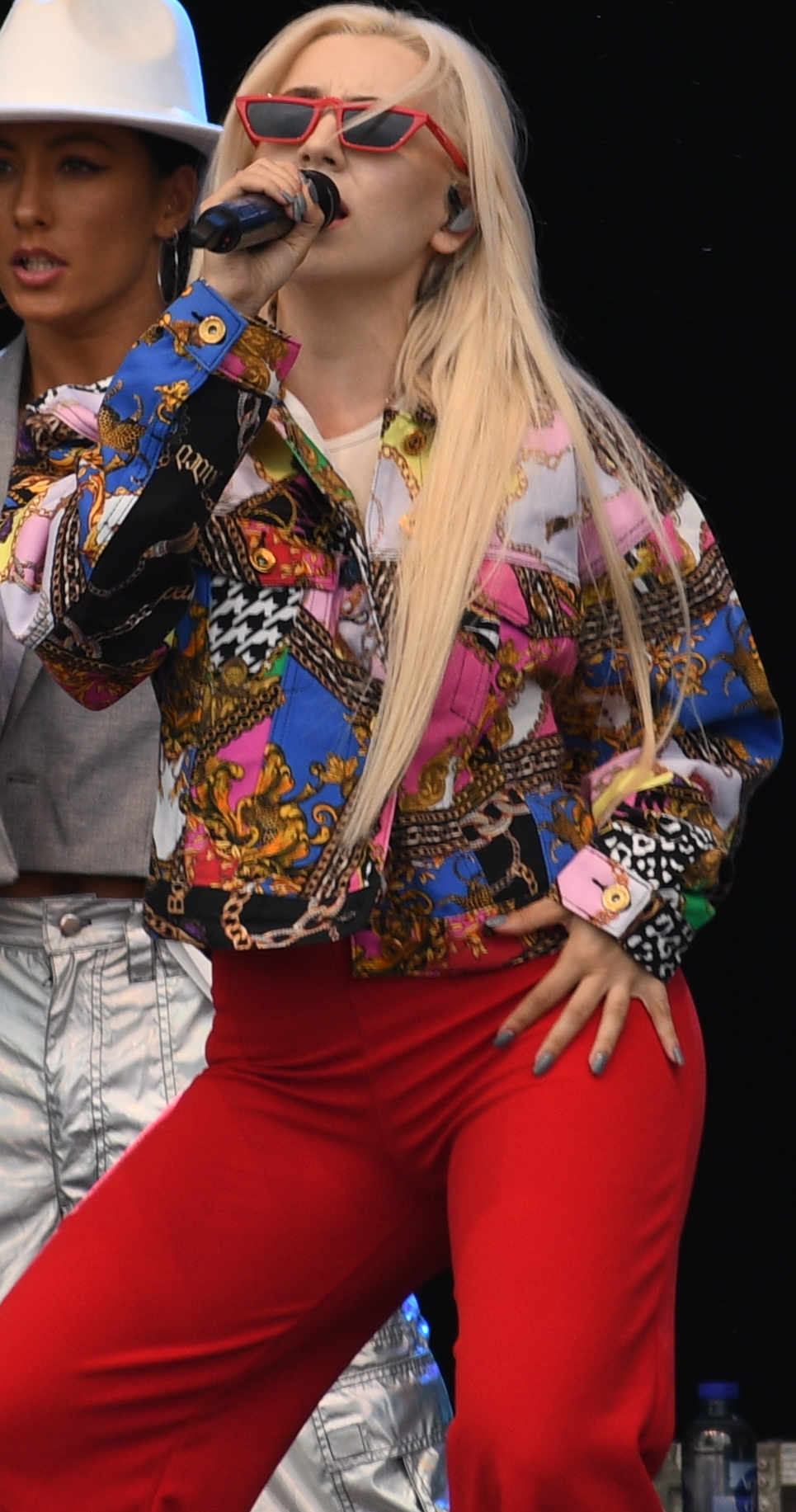
Ava Max in concerto a Göteborg nel 2019

Ad aprile 2018 ha pubblicato il brano promozionale My Way, prodotto da Cirkut, che ha riscosso un discreto successo in Romania. Nel maggio successivo ha pubblicato esclusivamente su SoundCloud Slippin', una collaborazione con il rapper Gashi,, seguito da un altro singolo promozionale, Not Your Barbie Girl, che ripropone il ritornello della celebre hit Barbie Girl degli Aqua.
Il primo singolo ufficiale, Sweet but Psycho, è stato pubblicato il 17 agosto 2018. Il singolo ha da subito scalato le classifiche svedesi, fino a diventare il brano numero uno nel paese nell'ottobre successivo; finirà per conquistare la vetta delle classifiche in diciannove paesi, fra cui Germania e Regno Unito. Negli Stati Uniti invece il singolo è arrivato alla 10ª posizione della Billboard Hot 100 e ha conquistato la vetta della Hot Dance Club Songs.
Ad ottobre 2018 è stata artista ospite nel singolo Make Up di Vice e Jason Derulo, mentre nel dicembre successivo la cantante ha collaborato con il DJ francese David Guetta cantando il brano Let It Be Me, incluso nel suo album 7. Il suo secondo singolo, So Am I, è uscito a marzo 2019 e si è collocato alla 13ª posizione della Official Singles Chart britannica. Il 31 luglio 2019 ha pubblicato due singoli promozionali, Freaking Me Out e Blood, Sweat & Tears. A essi è seguito il terzo singolo ufficiale, Torn, pubblicato il 19 agosto 2019, il cui video musicale, girato a Milano, vede la presenza di una Fiat Panda Trussardi ed è stato utilizzato in versione breve anche per lo spot della vettura.
A novembre, dopo aver vinto l'MTV Europe Music Award al miglior artista MTV Push, partecipa al singolo Tabú con il cantautore spagnolo Pablo Alborán mentre il 12 dicembre successivo ha pubblicato il suo quarto singolo ufficiale, Salt, già disponibile per l'ascolto su SoundCloud dal 2018. Il 24 dicembre ha annunciato sui social il singolo Alone, Pt. II, in collaborazione con il DJ anglo-norvegese Alan Walker, uscito il 27 dicembre; tre giorni dopo è stata la volta del singolo promozionale On Somebody.
Il 12 marzo 2020 è stato pubblicato il singolo Kings & Queens, quinto estratto dal suo album di debutto; è entrato nelle classifiche di molti paesi, raggiungendo la top twenty britannica e il vertice della Adult Pop Songs in madrepatria. Il 15 maggio successivo è uscita la colonna sonora del film Scooby!, in cui l'artista partecipa al brano On Me di Thomas Rhett e Kane Brown. Il 29 luglio 2020 la cantante ha annunciato il suo album di debutto, intitolato Heaven & Hell e messo in commercio il successivo 18 settembre. Il 31 luglio ha pubblicato il singolo Who's Laughing Now, in contemporanea con il relativo videoclip; è stato seguito dal singolo promozionale OMG What's Happening, reso disponibile il 3 settembre. L'album ha debuttato al secondo posto della Official Albums Chart britannica con 8 306 unità, mentre nella Billboard 200 statunitense ha fatto il suo ingresso al numero 27.
Ad ottobre 2020 ha presentato il suo primo singolo natalizio Christmas Without You, mentre a novembre ha preso parte al progetto benefico BBC Radio 2 Allstars Children in Need, con il quale ha inciso una cover di Stop Crying Your Heart Out degli Oasis. Nello stesso mese ha messo in commercio My Head & My Heart, settimo singolo estratto da Heaven & Hell. Il videoclip del brano è stato invece reso dispobibile a partire dal 25 febbraio 2021. Il 27 maggio seguente è stata ospite dell'ottava edizione degli iHeartRadio Music Awards, durante la quale ha presentato il premio dell'Artista femminile dell'anno. Il mese successivo, precisamente l'8 giugno, ha pubblicato il singolo Everytime I Cry, descritto dall'artista come «un punto di transizione tra Heaven & Hell e il nuovo album». Il 10 settembre 2021 è stata artista ospite assieme a Kylie Cantrall nel singolo Sad Boy di R3hab e Jonas Blue, mentre il 4 novembre successivo ha dato voce al brano The Motto di Tiësto.

### 2022-2023:Diamonds & DancefloorseBarbie
Il 28 aprile 2022 ha pubblicato il singolo Maybe You're the Problem come singolo apripista del suo secondo album in studio, a cui successivamente hanno fatto seguito altri quattro singoli: Million Dollar Baby, reso disponibile il 1º settembre 2022, Weapons, pubblicato il 10 novembre 2022, Dancing's Done, distribuito il 20 dicembre 2022 e One of Us, rilasciato il 12 gennaio 2023. L'album, intitolato Diamonds & Dancefloors, è uscito il 27 gennaio 2023 e il 12 marzo seguente ne è stato estratto un nuovo singolo, Ghost. Per promuovere il suo secondo disco, la cantante ha intrapreso un tour, denominato On Tour (Finally), iniziato ad aprile del 2023 e terminato a settembre dello stesso anno, che ha avuto anche diverse tappe europee, tra cui l'Italia, nella città di Milano.
Nel corso del 2023 ha anche collaborato alla colonna sonora del film Barbie, distribuita poi il 21 luglio di tale anno con il titolo Barbie: The Album, con il brano Choose Your Fighter.

### 2024-presente: Collaborazioni artistiche eDon't click play
Sul finire del 2023 Ava Max ha collaborato con il DJ norvegese Kygo per la composizione del singolo Whatever, rilasciato il 19 gennaio 2024 e contenente un'interpolazione dal brano Whenever, Wherever della cantante colombiana Shakira.
Nell'aprile 2024 viene pubblicato il singolo My Oh My, annunciato dalla cantante come "inizio della terza era", mentre il 18 ottobre seguente ha collaborato con il DJ francese David Guetta e il gruppo tedesco Alphaville in una rivisitazione della hit del 1984 Forever young degli stessi Alphaville.
Il 7 febbraio 2025 è stato rilasciato Lost Your Faith, singolo di apertura del suo terzo album Don't click play, che verrà rilasciato il 22 agosto 2025.

## Influenze artistiche
Ava Max è stata etichettata come cantante pop e dance pop. È cresciuta ascoltando Céline Dion, Mariah Carey e Whitney Houston, e tra le sue influenze cita anche Madonna, Gwen Stefani, Fergie, Britney Spears, Katy Perry, Christina Aguilera e Lady Gaga. Viene paragonata spesso a quest'ultima per la musica e lo stile.

## Vita privata
Ava Max ha dichiarato di essere stata attratta anche da donne in passato, ma ha deciso di non etichettare la propria sessualità.

## Discografia
- 2020 – Heaven & Hell
- 2023 – Diamonds & Dancefloors

## Tournée

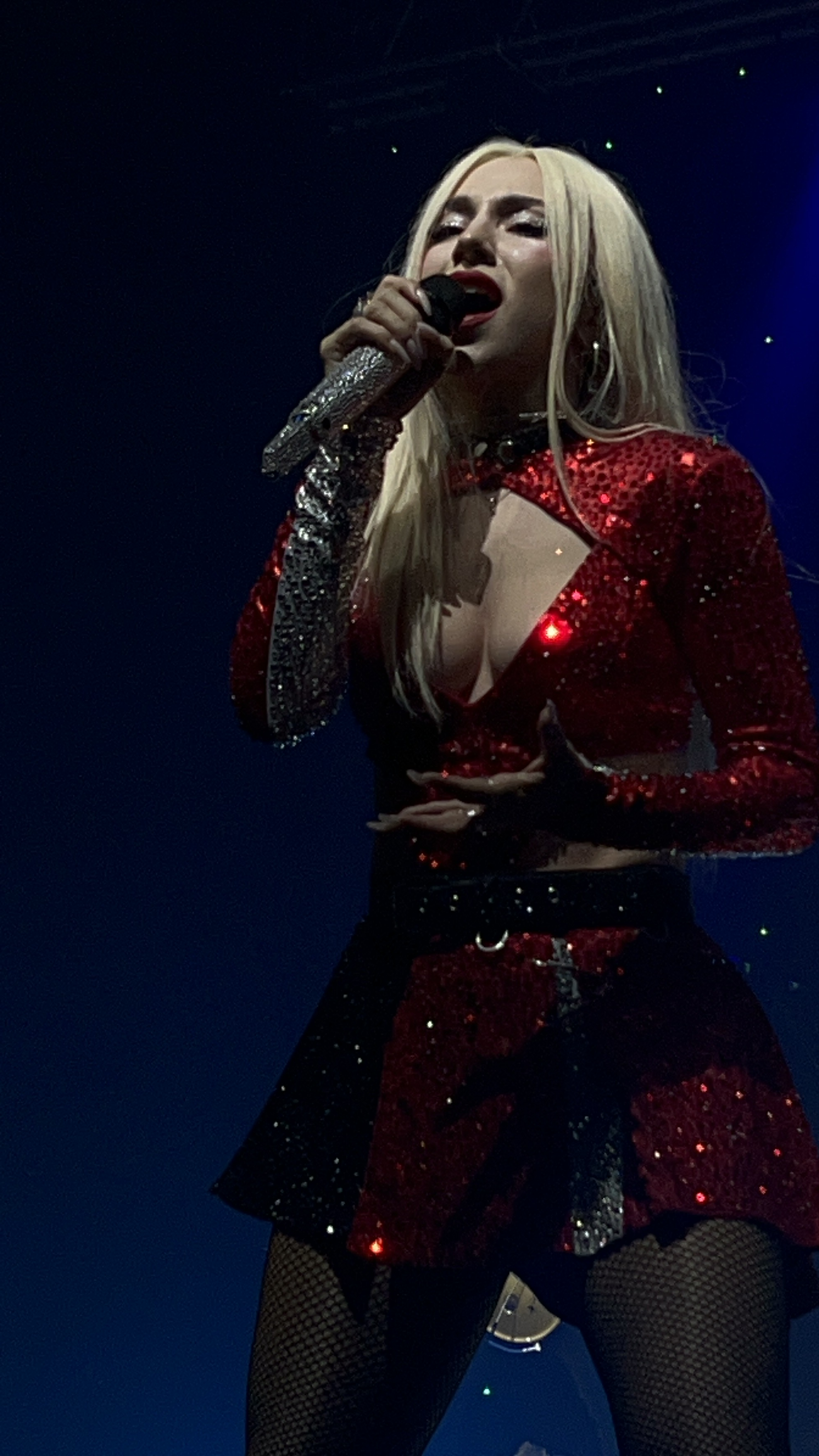
Ava Max in concerto a Milano durante la sua tournée On Tour (Finally) il 15 maggio 2023

- 2023 – On Tour (Finally)

## Riconoscimenti
- Beano Power Awards
  - 2019 – Candidatura alla miglior canzone per Sweet but Psycho[76]

- Bravo Otto
  - 2019 – Rivelazione[77]
  - 2020 – Candidatura all'artista internazionale[78]

- BreakTudo Awards
  - 2019 – Candidatura al migliore esordiente internazionale[79]
  - 2020 – Artista in ascesa[80]
  - 2021 – Candidatura all'inno dell'anno per Into Your Arms[81]

- E! People's Choice Awards
  - 2020 – Candidatura al miglior artista rivelazione del 2020[82]
  - 2020 – Candidatura alla miglior canzone di una colonna sonora per On Me[82]

- Fonogram Awards
  - 2020 – Candidatura all'album o registrazione internazionale dell'anno – pop/rock moderno per Freaking Me Out, Torn, Sweet but Psycho e So Am I[83]
  - 2021 – Candidatura all'album o registrazione internazionale dell'anno – pop/rock moderno per Heaven & Hell, Christmas Without You e Kings & Queens Pt. 2[84]
  - 2022 – Candidatura all'album o registrazione internazionale dell'anno – pop/rock moderno per Everytime I Cry[85]
  - 2023 – Album o registrazione internazionale dell'anno – pop/rock moderno per Maybe You're the Problem, Million Dollar Baby e Weapons[86]

- Gaffa Prisen
  - 2021 – Candidatura al nuovo artista internazionale dell'anno[87]

- Gaffa Priset
  - 2019 – Candidatura al migliore esordiente internazionale[88]
  - 2021 – Candidatura all'artista solista straniero dell'anno[89]

- Global Awards
  - 2019 – Candidatura alla star in ascesa[90]

- iHeartRadio Music Awards
  - 2020 – Candidatura al miglior nuovo artista pop[91]

- LOS40 Music Awards
  - 2019 – Candidatura al migliore esordiente internazionale[92]
  - 2019 – Miglior canzone internazionale per Sweet but Psycho[93]
  - 2020 – Candidatura alla miglior canzone spagnola per Tabú[94]
  - 2020 – Miglior videoclip spagnolo per Tabú[95]
  - 2020 – Candidatura al miglior videoclip internazionale per Kings & Queens[94]
  - 2022 – Miglior artista o gruppo internazionale[96]
  - 2022 – Miglior video internazionale per Maybe You're the Problem[96]

- MTV Europe Music Awards
  - 2019 – Miglior artista MTV Push[97]
  - 2019 – Candidatura al miglior artista rivelazione[98]
  - 2022 – Candidatura alla miglior collaborazione per The Motto[99]

- MTV Video Music Awards
  - 2019 – Candidatura al miglior artista esordiente[100]

- NRJ Music Awards
  - 2019 – Candidatura al miglior debutto internazionale[101]
  - 2020 – Candidatura all'artista femminile internazionale dell'anno[102]
  - 2020 – Candidatura alla canzone internazionale dell'anno per Kings & Queens[102]
  - 2021 – Candidatura all'artista femminile internazionale dell'anno[103]
  - 2022 – Candidatura all'artista femminile internazionale dell'anno[104]

- Premio Lo Nuestro
  - 2021 – Candidatura alla canzone pop dell'anno per Tabú[105]
  - 2021 – Candidatura alla collaborazione pop dell'anno per Tabú[105]

- Premios Odeón
  - 2021 – Candidatura alla miglior canzone pop per Tabú[106]

- Spellemannprisen
  - 2025 – Canzone dell'anno per Whatever[107]

- Spotify Awards
  - 2020 – Candidatura all'artista femminile EDM più riprodotta[108]

- Swiss Music Awards
  - 2021 – Candidatura al cantante internazionale[109]
  - 2021 – Rivelazione internazionale[110]

- Teen Choice Awards
  - 2019 – Candidatura alla miglior artista femminile dell'estate[111]
  - 2019 – Candidatura alla miglior canzone pop per Sweet but Psycho[111]

- Tophit Music Awards
  - 2021 – Miglior canzone di un'artista femminile per Salt[112]